# Centro storico di Agrigento
Il centro storico di Agrigento sorge sulla sommità occidentale della collina dell'antica Girgenti. Fondato dai normanni nell‘XI secolo, e ampliato nel XV secolo, conserva ancora oggi vari edifici antichi (chiese, monasteri, conventi e palazzi nobiliari).
Da aprile del 2016 ha ripreso a chiamarsi ufficialmente Girgenti, toponimo dell'intera città dismesso nel 1927 su volere di Benito Mussolini.
La via Atenea è la strada principale del centro storico di Agrigento. Il suo percorso sinuoso si estende da Porta di Ponte fino a Piazza Luigi Pirandello (o Piazza Municipio). Per tutta la sua lunghezza vi confluisce una serie di strade e stradine, di scalinate e vicoli stretti. Anche se il suo aspetto è medievale, molti dei palazzi e chiese che vi si affacciano hanno caratteristiche barocche.

## Storia del centro storico
Dal disegno di autore Anonimo del 1584, tratta dall'Atlante Storico della Sicilia di L. Dufour, si rileva una rara immagine della città medievale, circondata da una cinta muraria e da un tessuto urbano poco differenziato. In alto spiccano i più importanti edifici quali lo Steri, la Cattedrale, il Castello, la Chiesa di Santa Maria dei Greci.
Al centro si nota un burrone che taglia a metà il Colle, detto della Via Bac Bac. Ancora non sono visibili altri edifici che verranno costruiti successivamente alla stampa del disegno.
Il Centro Storico di Agrigento è databile intorno al XI e il XIII secolo, sorto per necessità difensive, logistiche e commerciali, in relazione alla vicinanza del porto. Gli ultimi abitanti dell'antica Akragas, minacciati dall'invasione musulmana e per l'eccessiva vicinanza delle antiche mura troppo estese e quasi vicine al mare, si arroccarono nel colle occidentale dell'Acropoli, dove costruirono un Castello ed un recinto murario attorno alla città medioevale che poi prese il nome di Girgenti, creando, quindi, una vera e propria fortezza.
Anche se le condizioni di vita risultarono decadenti, iniziò l'espansione urbanistica all'interno della città muraria, passando dalla città antica a moderna, arricchendo l'abitato con Palazzi, Chiese e Monasteri, artisticamente influenzate da scambi culturali arabo-normanna.
Per molti secoli, sin dal Medioevo, il principale asse viario e urbano di Agrigento è stato costituito dalla Via Atenea, o Via Maestra. Fino al 1860 era in buona parte un semplice tragitto sterrato, pieno di buche e con grossi dislivelli. Lungo la via si potevano ammirare palazzi, appartenenti alle famiglie più agiate, che erano espressione di un barocco seicentesco o settecentesco, che si esprimeva maggiormente nei portali d'ingresso, nelle cornici dei balconi e delle finestre e nelle inferriate "a petto d'oca", anche se alla bellezza esterna facevano da contrasto ingressi bui, scale strette, stanzoni spesso disadorni, che solo alla fine dell'Ottocento si cominciò ad abbellire.
Con l'Unità d’Italia si ebbe un generale risveglio nella città e anche il centro storico cominciò ad assumere un aspetto più decoroso: si migliorò il tracciato e si livellò il suolo. Vennero eliminate le case fatiscenti e le vecchie botteghe e al loro posto sorsero nuovi negozi e nuovi palazzi, dalle forme neoclassiche e dall'architettura lineare. Ai vecchi edifici si rifecero le facciate e anche l'illuminazione fu migliorata. La via fu lastricata con pietra lavica, anche se nel tratto tra la Porta di Ponte e il palazzo Contarini era già stata lastricata nel 1841, e fu illuminata coi fanali a gasolio nel 1863. In epoca fascista prese il nome di Via Roma.

## Lo stile Chiaramontano
Nel XIV secolo si diffuse in Sicilia uno stile architettonico che prese il nome di  Stile chiaramontano. Si tratta di applicazioni in pietra bianca di Comiso con modanature a zig zag, incastonate nelle ghiere merlettate di portali e bifore a sesto acuto, con il fine da rendere più suggestive e abbellire le facciate esterne ed interne di Chiese, Palazzi, Monasteri, conventi e ospedali.

## Castello
Dal disegno tratto dal libro di Francesco Negro e Carlo Maria Ventimiglia, Atlante di città e fortezze del Regno di Sicilia - 1640, viene raffigurato com'era il Castello di Girgenti nel 1640. Il disegno è l'unica testimonianza dell'intero Castello, prima della parziale distruzione avvenuta durante la rivolta di Girgenti nel 1715. Il Castello si trovava sulla sommità del colle, ma nei secoli successivi, il degrado e l'abbandono hanno fatto sì che fosse distrutto quasi completamente per far posto ad un serbatoio comunale (1909).
Di esso rimane la facciata dell'ingresso, opportunamente ristrutturato; ed alcune mura perimetrali, salvate in tempo da coperture di cemento armato atte al consolidamento del serbatoio comunale.

## Palazzi
Nel centro storico si trovano diversi palazzi storici appartenenti alle famiglie più agiate ed eretti per lo più tra il secolo XVIII e il secolo XIX, le cui facciate e balconi sono abbelliti con decorazioni, alcune anche in rilievo, e colonne di vario genere. Inoltre, in alcuni appartamenti, si possono trovare stucchi e affreschi dell’Ottocento.
- Palazzo del vecchio Ospedale San Giovanni di Dio. Si trova subito dopo Porta di Ponte e presenta due ingressi neoclassici costituiti da un portico a due colonne affiancate da altrettanti pilastri che sorreggono un architrave a fregio dorico. Esistente già dal 1235, fu ricostruito nel 1867 e rimase attivo come ospedale sino al 1961. La scelta di costruire l’ospedale in quel luogo fu strategica: dalla Porta di Ponte, infatti, giungevano in città i viaggiatori, molti dei quali erano spesso bisognosi di cure.[4]
- Palazzo Borsellino, risalente al secolo XVIII. Al palazzo si accede attraverso un maestoso portale delimitato da due pilastri che sorreggono un architrave a fregio greco, al di sotto del quale campeggia lo stemma gentilizio della famiglia con il leone che si inarca. L'edificio è costituito da tre piani che presentano particolari scultorei notevoli.[5]
- Palazzo Carbonaro del secco lo XVIII. Ha un portale a due colonne che sorreggono un architrave a fregio greco con metope e triglifi.[6]
- Palazzo Noto-Biondi, già palazzo Sala, del secolo XVIII. Si erge su tre piani, caratterizzati da un portale a sesto acuto e una serie di balconi.[7]
- Palazzo Costa in stile barocco del secolo XVII. È un tipico palazzo nobiliare con un piano terreno destinato a rimesse, scuderie, magazzini (oggi sede di negozi); un piano ammezzato per l'amministrazione, archivi e alloggi di impiegati e di servitù; un piano nobile (il secondo) per la famiglia del signore con quattro balconi, ancora quasi intatti, sostenuti da ridondanti decorazioni che esprimono in pieno l’arte barocca.[8]
- Palazzo Granet del secolo XIX. Al secondo piano dell'edificio, si trova un portico otto colonne che richiama lo stile di quello del Circolo Empedocleo al quale collaborò il Granet, viceconsole francese.[9]

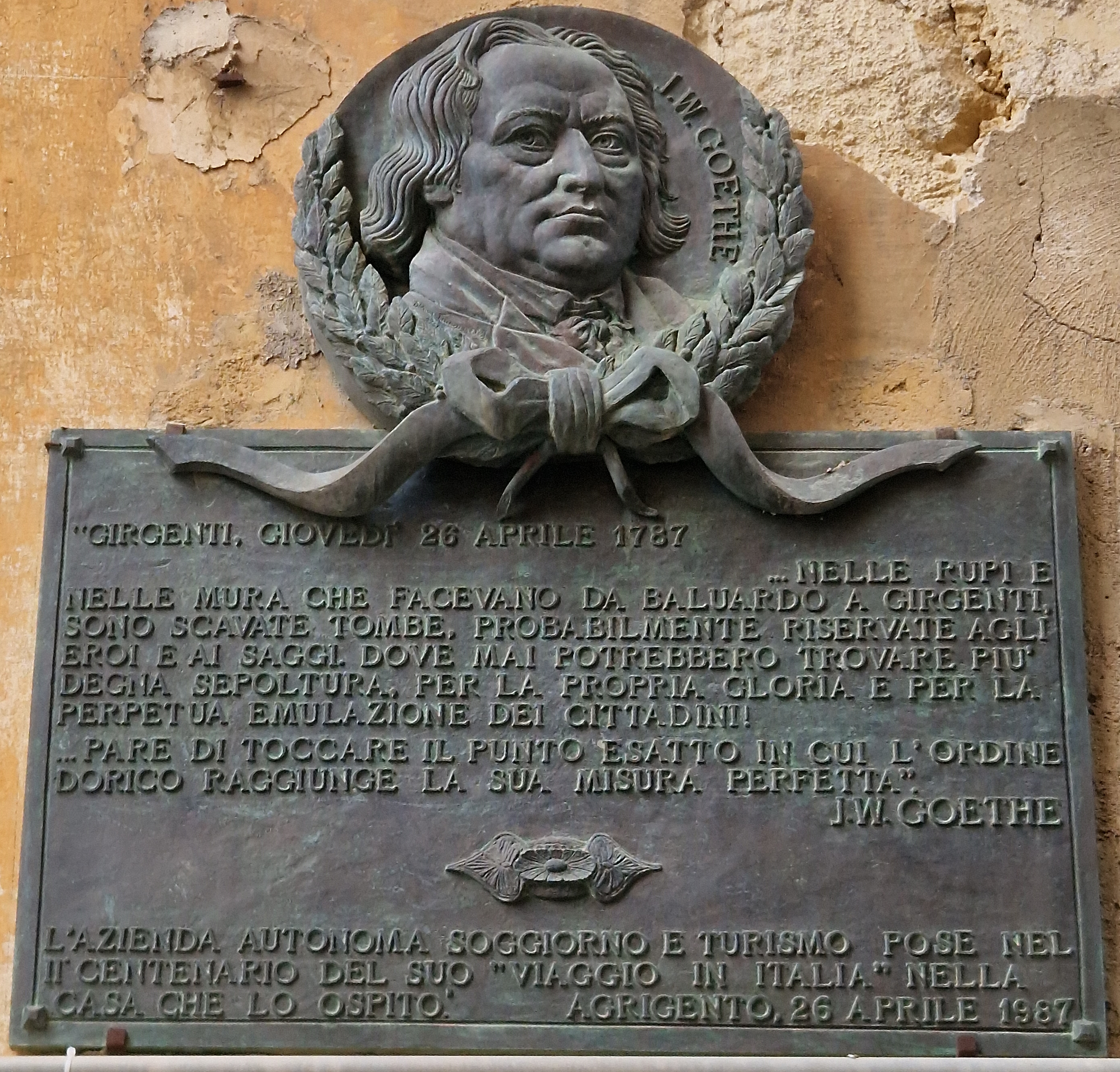
Targa commemorativa del soggiorno di Goethe ad Agrigento

- Palazzo Celauro del secolo XVIII. Il palazzo prende il nome dal suo proprietario, baronetto e sindaco della città. Era uno dei più prestigiosi palazzi della città, e vi soggiornarono personaggi illustri, come Goethe nell'aprile del 1787 e l'imperatore Francesco Giuseppe I d'Austria nei primi del Novecento. Anche questo palazzo ha un piano terreno usato per magazzini e stalle, un piano ammezzato per l'amministrazione, archivi e alloggio di impiegati e di servitù; Targa commemorativa del soggiorno di Goethe ad Agrigentoun piano nobile, con quattro balconi adornati da un ricco apparato decorativo floreale, proprio del barocco siciliano, con ringhiere in ferro battuto, per la famiglia del signore e infine un piano sottotetto, pure con quattro balconi, per i cadetti. L'Azienda di Soggiorno e Turismo ha posto, nel 1987 sulla facciata Est del palazzo, una lapide a ricordo del soggiorno di Goethe ad Agrigento avvenuto appunto duecento anni prima.[10]
- Palazzo Bentivegna del secolo XVIII in cui si trova nella facciata un'edicola votiva. All'interno è presente un bellissimo affresco, del Settecento, raffigurante la Madonna Immacolata.[11]
- Palazzo Giuffrida (secolo XIX);
- Palazzo Caruso del secolo XIX. Una decorazione floreale molto semplice e bella adorna i pilastri.[12]
- Palazzo Catalisano. Sulla facciata è collocata una lapide a ricordo di Michele Foderà (1792-1848), medico e filosofo agrigentino.[12]
- Palazzo Contarini del secolo XVIII.
- Palazzo Conti.
- L’ex convento dei Filippini, oggi adibito a spazio culturale.
- Palazzo dell’Orologio, in Piazza Nicolò Gallo. Questo Palazzo, di stile neogotico, fu costruito nel 1851, su disegno dell'ingegner Gravanti di Sciacca. Fu adibito a sede Comunale fino all'anno 1867. In seguito venne destinato a sede della Banca d'Italia mentre oggi è sede della Camera di Commercio. Nella facciata spicca lo stemma della città. In cima al palazzo è collocata una campana, che veniva suonata anticamente con frequenza costante per convocare i cittadini per discutere affari comuni o per comunicare eventi straordinari come l'arrivo di personalità.[13]

- Palazzo del Circolo Empedocleo (o Casina Empedoclea), dalla leggiadra facciata neoclassica. L'edificio fu costruito intorno al 1835 su progetto di Raffaello Politi (1783-1870). Questo Circolo, che si regge con statuti propri, costituiva un luogo d’incontro per i cittadini che volevano discutere di politica e di cultura ma non mancava anche chi faceva pettegolezzi. Oggi è adibito a spazio culturale e conta una biblioteca ricca di pregevoli volumi.[14]

- Palazzo dell’ex Museo Civico, sito in Piazza Luigi Pirandello. In origine era un convento degli Agostiniani fondato nel 1584. Nel 1900 il piano terra dell'edificio venne destinato a Museo Civico sino al 1967, quando è stato inaugurato il moderno Museo Archeologico Regionale.[15]

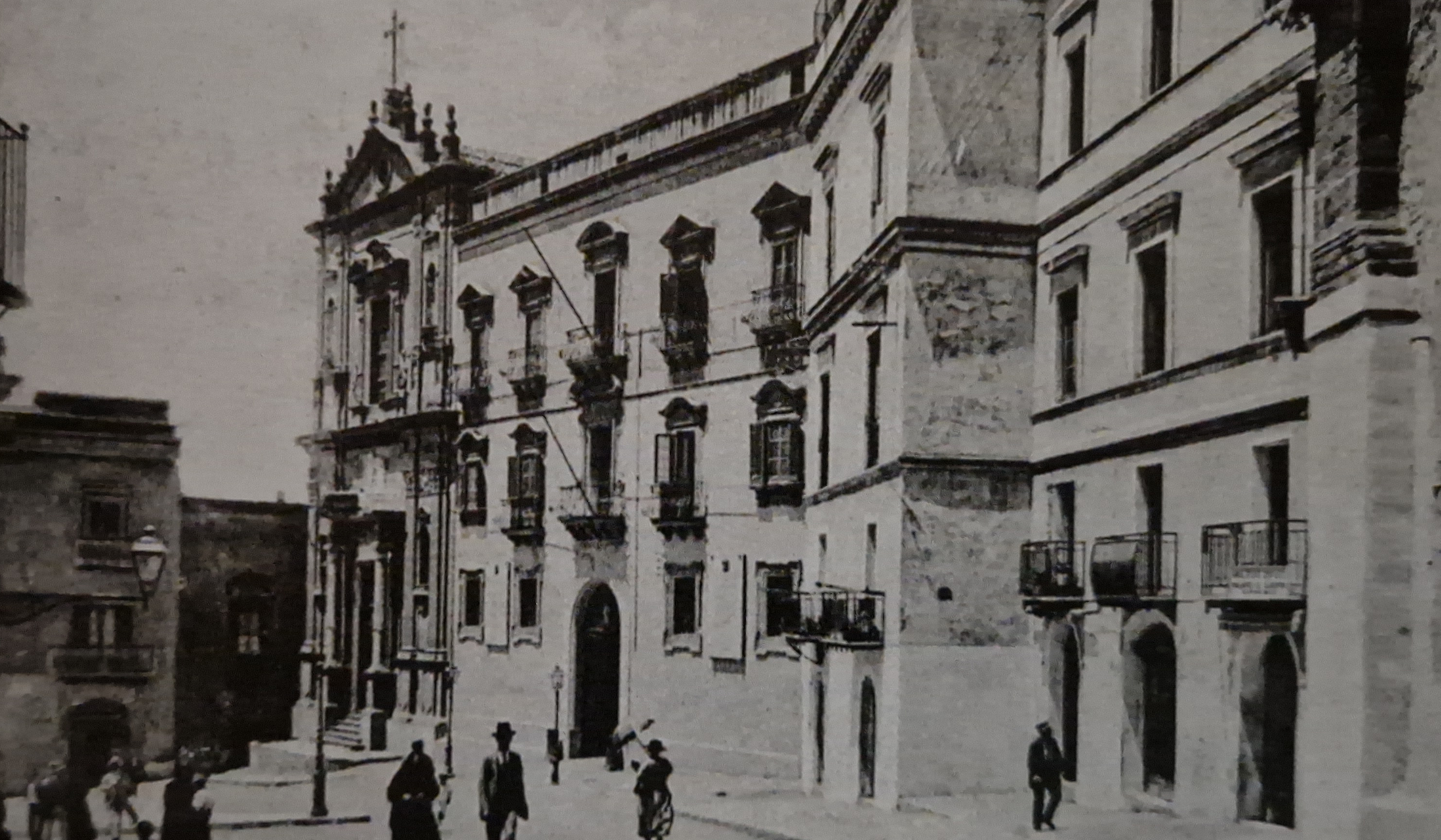
Piazza municipio, 1926

- Teatro Pirandello, già Regina Margherita. Il Teatro fu realizzato nel 1870 da Raimondo Nobile Orosio, su disegno di Dionisio Sciascia e approvato dall’architetto palermitano G.B. Basile; venne inaugurato nel 1881 dai reali d’Italia, re Umberto e la regina Margherita. Può ospitare circa 2000 persone e il suo interno è ricco di affreschi realizzati da artisti lombardi.[16]

## Porte

### Porta del Vescovo
Risalente al XV secolo, si affaccia sul ciglio settentrionale delle Mura, venne chiusa nel 1755 per ampliamento del Vescovado.

### Porta Bibbirria
Risalente al secolo XI, era chiamata Plebis Rea, collocata nella Piazza omonima, accanto alla chiesa di Sant'Onofrio. La Porta e la Chiesa furono insieme distrutte nel 1864.
Un documento storico del 15 agosto 1266, depositato presso l'Archivio Storico di Palermo, ne documenta l'esistenza sin dai " tempi remoti", di indefinibile data.

### Porta della Gioiosa
Risalente all'XI secolo, costruita accanto alla chiesa Madonna degli angeli detta della Porzincuola delle Indulgenze (gioiosa), è stata demolita all'inizio del '900 perché ormai pericolante.

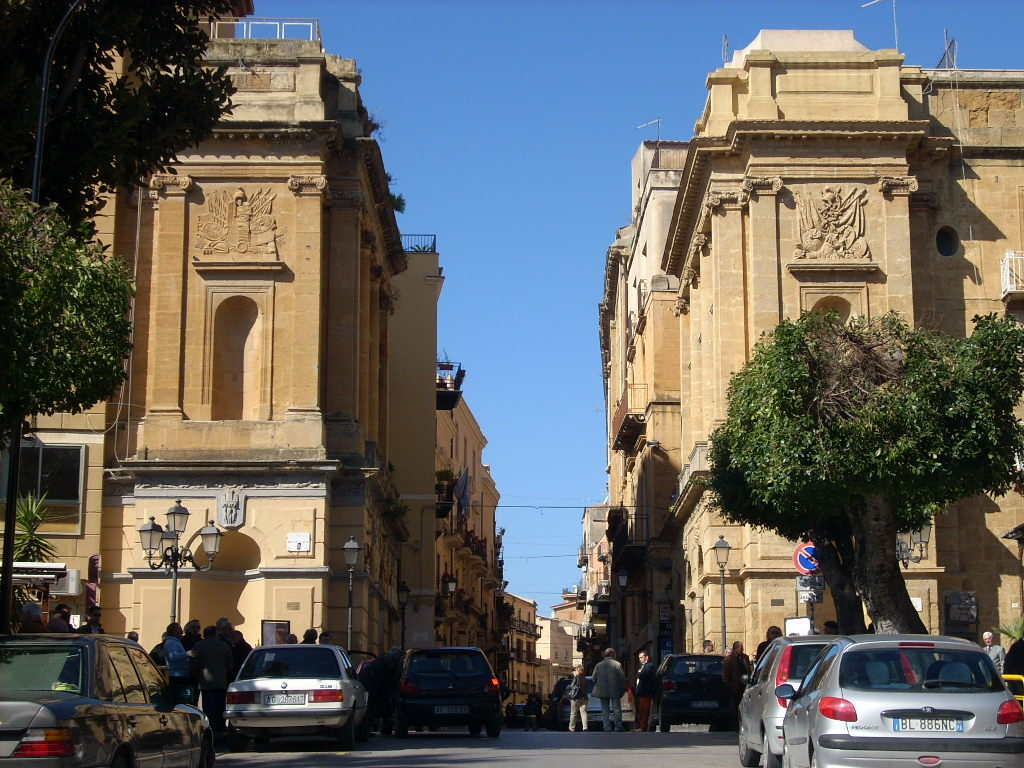
Porta di Ponte

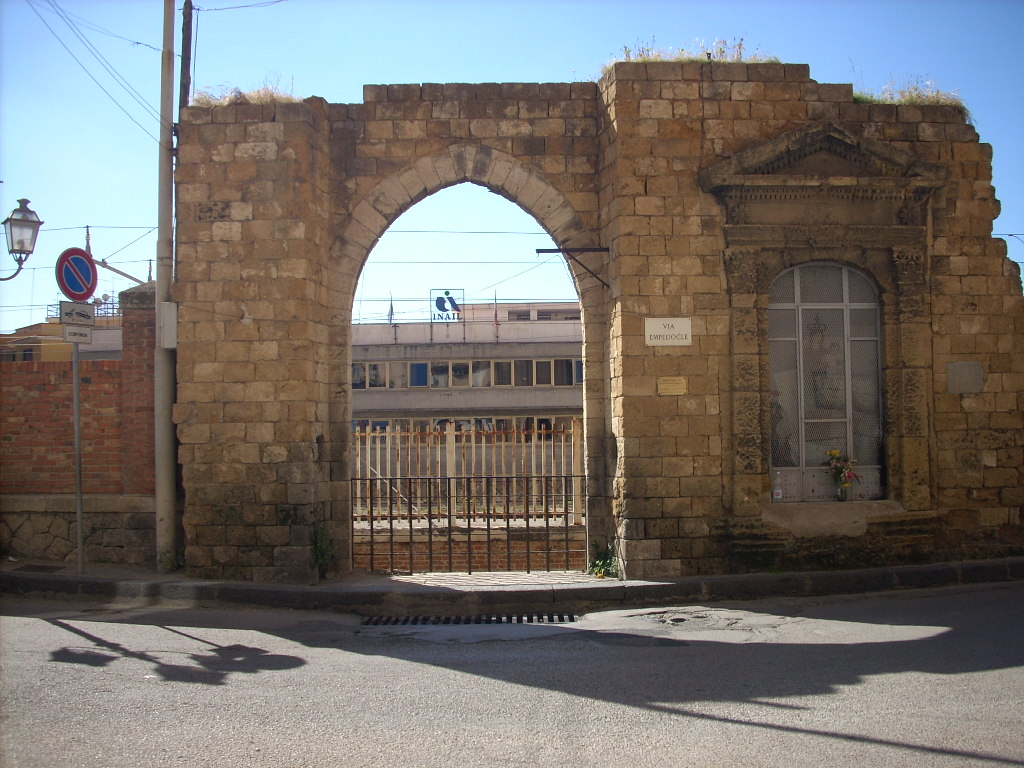
Porta Panitteri

### Porta di Ponte
All’ingresso di via Atenea si trova una delle vecchie porte delle mura cittadine di epoca arabo-normanna, ormai inesistenti, Porta di Ponte, risalente al XI secolo, fu la più importante porta della città. La Porta era sormontata da un arco gotico con lo stemma di Federico III d'Aragona, re di Sicilia dal 1296 al 1337. Dalle eleganti forme neoclassiche, la porta è stata edificata nell'ottobre del 1868 su progetto di Raffaello Politi, sul sito della precedente vecchia porta trecentesca, col ponte levatoio di magnifica fattura e con archi a sesto acuto propri dello stile gotico chiaramontano, la quale fu demolita. La nuova porta si trova tra due palazzi simmetrici e mostra rispettivamente a sinistra e a destra lo stemma attuale della città (quello dei tre giganti sorreggenti altrettante torri) e quello greco (l'aquila che ghermisce la lepre). Il riempimento del fossato del ponte levatoio è avvenuto tra il 1870 e il 1876, dando luogo alla realizzazione di quattro villette.
Dell'originaria porta esistono due disegni, uno del 1823 eseguito da Leo Von Klenze e l'altro del 1829 eseguito da Friedrich Maxmilian Hessemer.

### Porta Panitteri
Risalente all'XI secolo, si trovava lungo il fossato meridionale della città. Fu distrutto a seguito della costruzione della Stazione Ferroviaria di Girgenti, ricostruita in sede poco distante nel 1930.
Di essa rimane un'edicola del XVII secolo raffigurante la Madonna del Lume.

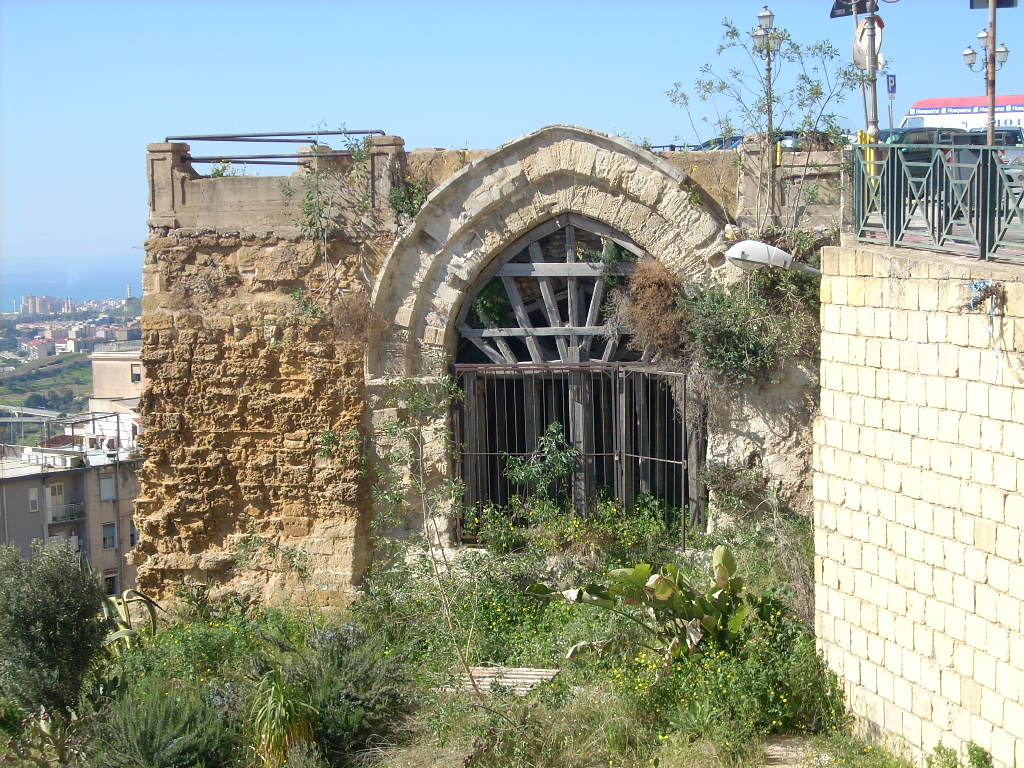
Porta dei Saccajoli

### Porta dei Saccajoli
Risalente all'XI secolo, detta "dei pastai", è tuttora esistente, in parte interrata. Essa rappresenta un chiaro esempio di stile Chiaramontano, caratterizzato dall'utilizzo dell'arco a sesto acuto, proprio della tradizione architettonica normanna.
Nel XVI secolo all'interno venne collocata una edicola sacra dedicata alla Madonna del Porto Salvo e successivamente dedicata a Santa Lucia.
La chiesetta soprastante fu in seguito distrutta per ragioni urbanistiche, e la Porta rimase seminterrata, ma ancora visibile.

### Porta di Mazara
Risalente all'XI secolo, si trova nella parte alta occidentale della città, accanto alla Cattedrale di San Gerlando ed al Seminario dello Steri.
La Porta, detta anche "del Pertugio per via del rimpicciolimento del varco, dovuto alla trasformazione dello Steri in Seminario, venne chiusa nel 1846.

### Porta del Borgo
Risalente all'XI secolo, era la Porta che aveva prima preso il nome di Mazara, segnava il confine della città con il quartiere del Rabato, venne demolita dal Comune nel 1873.

### Porta di Mare
Risalente al XV secolo, è tuttora esistente ma interrata.

### Porta del Marchese
Risalente al XIV secolo, era collocata tra le cinque torri meridionali della città medioevali, poi distrutta.

### Porta Balnei (Porta dei Bagni)
Risalente al XII secolo, faceva parte di un'antica cinta muraria arabo-normanna che fu demolita qualche secolo dopo per l'allargamento della cinta muraria.
Il nome Porta Bagni deriva dalla strada che conduceva a sud, attraversando la Giudecca, il lavacro sacro degli ebrei girgentini fino al 1492.

### Porta Cannone
Risalente al XVI secolo, si trovava all'estremità occidentale della città, accanto alla chiesa dell'Addolorata, al confine con il quartiere Rabato. Fu demolita per ragioni urbanistiche del tempo, nel 1864.
Ma di questa antica porta rimane un eccezionale documento storico in un dipinto del francese Desprez, che erroneamente scambiò il quartiere Rabato con la Rupe Atenea, dove si scorgono la Torre circolare, la Porta Cannone e la chiesa dell'addolorata.

### Fossato
Di notevole importanza strategica-difensiva era il Fossato molto profondo creato parallelamente all'interno delle mura meridionali, in tutta la sua lunghezza, tale da rendere quasi impossibile l'accesso ai vicoli della cittadella.
Dalla fine del XVII secolo questo enorme fossato, con profondità diverse, venne via via riempito per ragioni strutturali ed urbanistiche, fino al raggiungimento del livello attuale, dove ora sorge la città di Agrigento.

### Nave di Empedocle
La Nave di Empedocle era un'enorme voragine naturale che divideva l'antica Girgenti in due colline. Nella collina occidentale era arroccata la città Medioevale (Fortezza di Kokalo); nella collina orientale, meno popolata, era il promontorio della Rupe Atenea.
Un disegno del 1775, tratto da "Antichità Siciliane spiegate" di G. Pancrazi, visualizza chiaramente tutta la collina di Girgenti, dove si scorgono il Castello Medioevale, il burrone e la Rupe atenea.

## Chiese e monasteri

### Cattedrale di San Gerlando

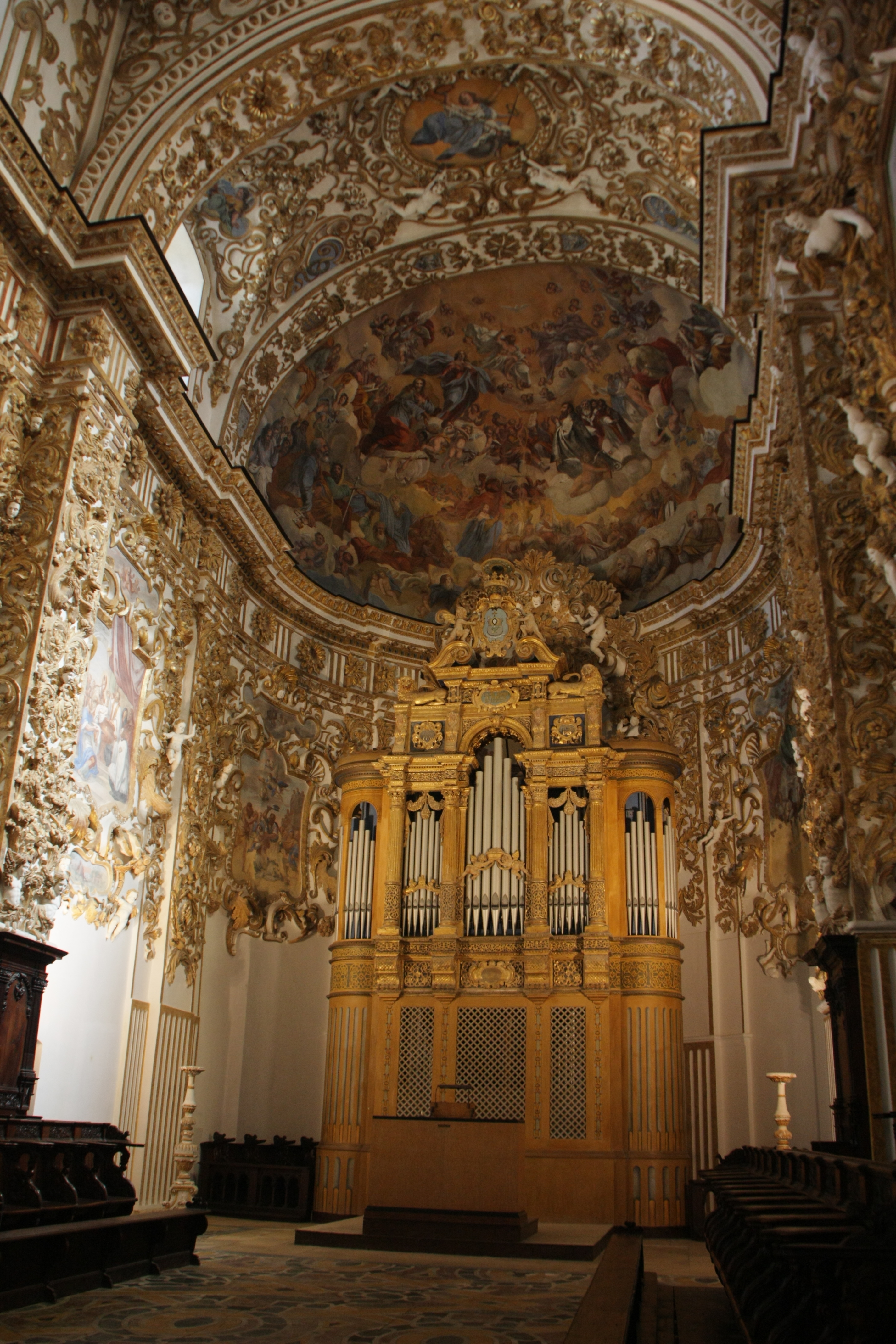
Interno della Cattedrale

La cattedrale metropolitana di San Gerlando è il principale luogo di culto cattolico di Agrigento, chiesa madre dell'omonima arcidiocesi metropolitana. Nel dicembre del 1951 papa Pio XII la elevò alla dignità di basilica minore. Fu più volte ricostruita tra i secoli XII e XIII e venne costruita nel 1094, pochi anni dopo la conquista normanna della città, ma già nel 1244 fu distrutta in parte a causa di un crollo dovuto ad una frana del costone occidentale. Consacrata originariamente alla Madonna Assunta, titolo storico della cattedrale agrigentina, venne dedicata a San Gerlando nel 1305, quando la chiesa fu ricostruita dal vescovo Bertoldo de Labro. Nel corso dei secoli la cattedrale ha subito nuovi danni a seguito di un terremoto del 1693 e della frana del 1745. Nell'insieme, quindi, la cattedrale presenta diverse sovrapposizioni di stile, mantenendo la sua imponente mole costituita dalla grande torre campanaria accanto alla facciata della chiesa. La torre campanaria fu costruita dal canonico Giovanni Montaperto nel 1470.

### Monastero di Santo Spirito
Il Monastero di Santo Spirito è uno dei più grandi complessi monumentali della città di Agrigento. Con la sua imponente mole domina la parte orientale del colle, ed è costituita dal Monastero e la chiesa di Santo spirito.
Esso fu eretta nel 1299 per volontà della nobildonna Marchisia Prefoglio,
Si accede al Monastero attraverso un corridoio posto tra la chiesa ed il Monastero, che conduce ad un ampio chiostro con giardino dal quale si può ammirare la suggestiva facciata occidentale con le sue monofore di semplice struttura e bifore divise da esili colonnine, ed un elegante portale in stile Chiaramontano.
La struttura di pietra calcarea e di arenaria ha creato un meraviglioso effetto di bicromia, rendendo tutto l'insieme di particolare suggestione.
Dal portale centrale si accede alla cappella trecentesca.
Attraverso una scaletta si accede ai dormitori del piano superiore.
L'abbazia di Santo spirito era detto Bataranni, che in gergo girgentano significa Badia Grande appunto per la sua grande mole.
All'interno è ospitato il museo etno-antropologico.

### Convento dei Padri Agostiniani
Di fronte all'attuale palazzo del Municipio, si trova l'ex Convento dei Padri Agostiniani, oggi ristrutturato ed adibito a Museo civico.
Costruito nel 1578, fu demolito nel 1770 quando fu soppresso il convento, ed al suo posto sorse il reclusorio femminile detto del Trentatré
Dopo un abbandono di diversi decenni, il palazzo è stato restaurato ed è stato adibito a Museo Civico, ancora chiuso.

### Chiesa di San Lorenzo
A circa metà di via Atenea, sulla destra si trova Piazza Purgatorio, che fu alla fine dell'Ottocento il luogo di ritrovo della borghesia cittadina.
Nell’angolo destro della Piazza si trova l’omonimo ipogeo, il più grande tra quelli esplorati nella città. Gli ipogei di Agrigento sono gallerie sotterranee fatte scavare nella roccia nel V sec. a.C. dall'architetto Feace per l'approvvigionamento idrico dell'antica Akragas (antico nome di Agrigento) e si estendono nel sottosuolo agrigentino partendo dalla zona della Cattedrale fino ad arrivare nel Giardino della Kolymbetra, nella Valle dei Templi. A quello di Piazza Purgatorio si accede attraverso un’apertura delimitata da due semicolonne che sorreggono un leone sdraiato, risalenti al 1860;  all'ingresso si trova un passaggio alto 2 m che si restringe e si allarga in vani, cunicoli e gallerie.

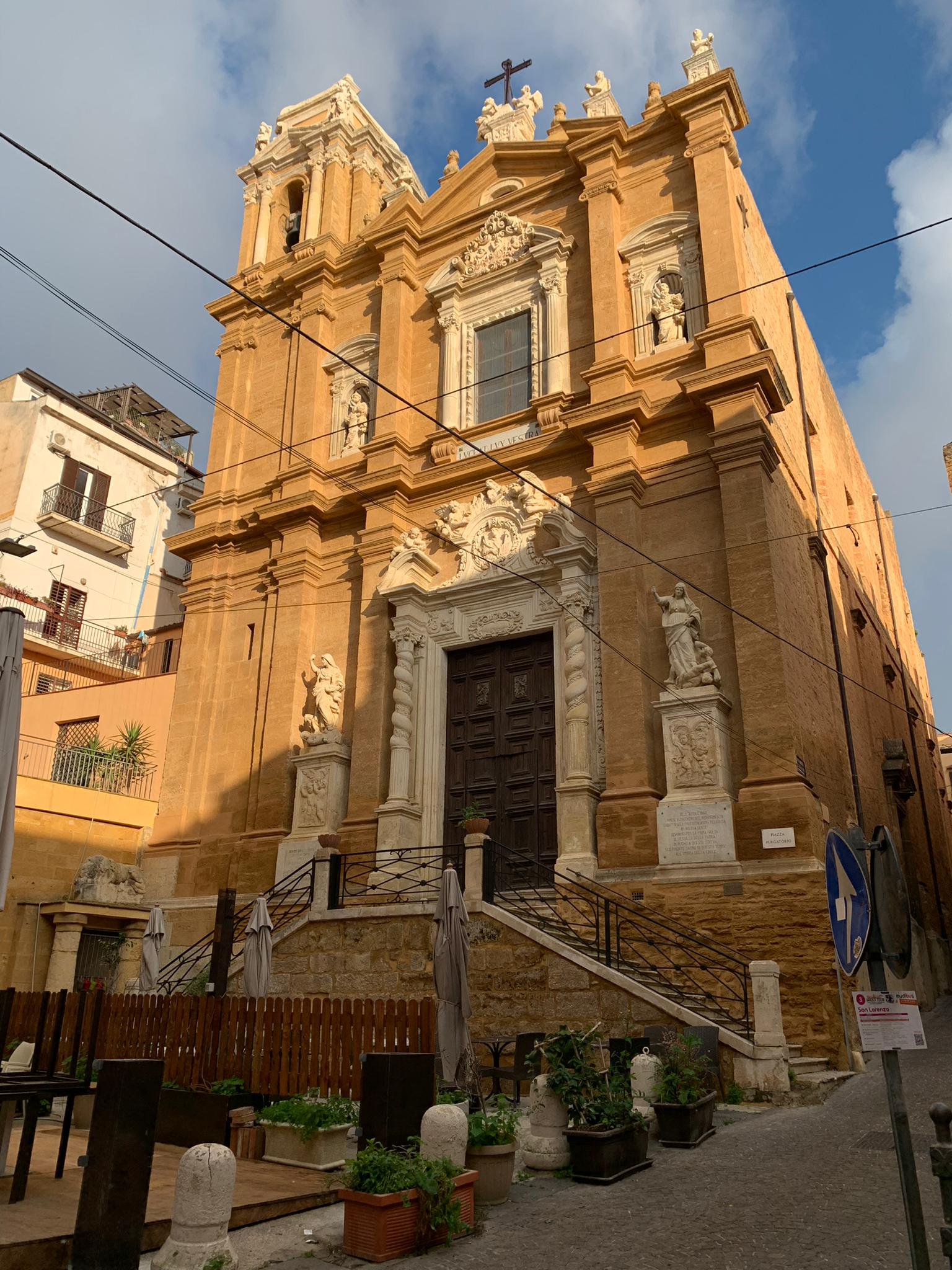
Chiesa di San Lorenzo

Accanto a esso si trova la Chiesa del Purgatorio, detta anche di San Lorenzo, sicuramente la più bella del periodo barocco agrigentino. La Chiesa fu eretta nella seconda metà del Seicento, e sicuramente prima del 1675, in sostituzione di un'altra più antica. Infatti in un atto datato 1675 il governatore della Confraternita o Congregazione delle Anime Purganti dichiara: "detta Congregazione si è costituita dentro la venerabile Chiesa di S. Lorenzo di recente costruzione, anzi, nuovamente costruita"; ciò fa supporre che in precedenza ce ne doveva essere un'altra. La Chiesa è rivolta a ovest e vi si accede da una doppia scalinata. Il prospetto principale è in un elegante e sobrio stile barocco, diviso in due ordini: nel primo si trova un portale settecentesco con colonne tortili ai lati; sulla sommità di alti piedistalli si trovano due statue allegoriche; nel secondo ordine vi è un'ampia finestra, fiancheggiata da due statue di Santi posti dentro delle nicchie. A destra della facciata si trova una maestosa torre campanaria e altre statue di notevole fattura che contribuiscono a slanciare ulteriormente il prospetto. La Chiesa è a una sola navata, rivestita da cima a fondo, nelle pareti e nel Cappellone, da candidi stucchi, attribuiti da alcuni studiosi a Giacomo Serpotta (1656-1673) e ai suoi collaboratori, mentre altri studiosi ritengono che non furono eseguiti dal Serpotta ma dalla scuola di quest'ultimo. Quello che maggiormente convince che gli stucchi siano attribuibili allo scultore palermitano è che nella Chiesa si riscontrano caratteri e motivi (il ricchissimo fogliame, gli innumerevoli fregi e i puttini che fanno da ornamento a tutte le pareti e, in particolar modo, agli otto pilastri della Chiesa) dell'arte serpottiana presenti in diverse chiese di Palermo e di altre città dell'isola, compresa la stessa Agrigento (Chiesa di Santo Spirito). Anche le otto statue, poste su altrettanti pilastri attaccati alle pareti, sono da attribuirsi al Serpotta e ai suoi collaboratori. Esse rappresentano le virtù: l'Amore, la Semplicità, la Carità, la Prudenza, la Giustizia, Religione, la Fortezza. Invece non sono da attribuire allo scultore le decorazioni del Cappellone eseguite nel 1761, come appare scritto nel centro del cornicione dell'abside. Di questo periodo (1767) è pure la cupola sopra i grandi quattro pilastri del presbiterio, rimasta incompleta e che venne dipinta con finto fondo da Michele Narbone, come si può leggere nella parte inferiore della cupola stessa. L'altare è grande e solenne. Nel presbiterio si trovano dei pregevoli quadri del Settecento di autore ignoto (La Manna del deserto, L'Ultima cena, Le Anime del Purgatorio). Nella parete sinistra, inoltre, vi è la statua marmorea della Madonna del Melograno, attribuita, per tradizione, alla scuola del Gagini. Nella Chiesa vi sono quattro Cappelle laterali, quella di maggior rilievo è quella detta del Crocifisso. Questa Cappella venne decorata dallo scultore locale Pietro Carletto nel 1758. La chiesa è ad oggi chiusa al culto ed è stata riaperta al pubblico grazie a giovani volontari.

### Chiesa di Santa Rosalia
Sempre in Piazza Purgatorio si trova la Chiesa di Santa Rosalia, costruita poco dopo il 1626, anno in cui cessò la peste che aveva procurato migliaia di morti in Sicilia e anche ad Agrigento. La fine dell'epidemia fu attribuita alla intercessione di santa Rosalia, motivo per cui fu eretta in suo onore la Chiesa, come segno di devozione. A causa di restauri del muro perimetrale, la bellissima facciata, in pietra di tufo arenario e in stile barocco, fu smontata agli inizi degli anni cinquanta del Novecento, ma terminati i lavori non fu più rimontata e quello visibile oggi non è altro che il supporto su cui dovevano essere montate le modanature architettoniche. Anche l’interno, a una navata, ha subito negli anni notevoli modifiche ed è decorato da stucchi settecenteschi. Nella parete laterale di destra si trova un interessante dipinto raffigurante la Madonna col Bambino e Santi, attribuito a Domenico Provenzani.

### Chiesa di San Giuseppe
In Piazza San Giuseppe è ubicata l’omonima Chiesa (sec. XVII-XVIII), di stile barocco dalla facciata incompiuta.

### Chiesa di San Domenico

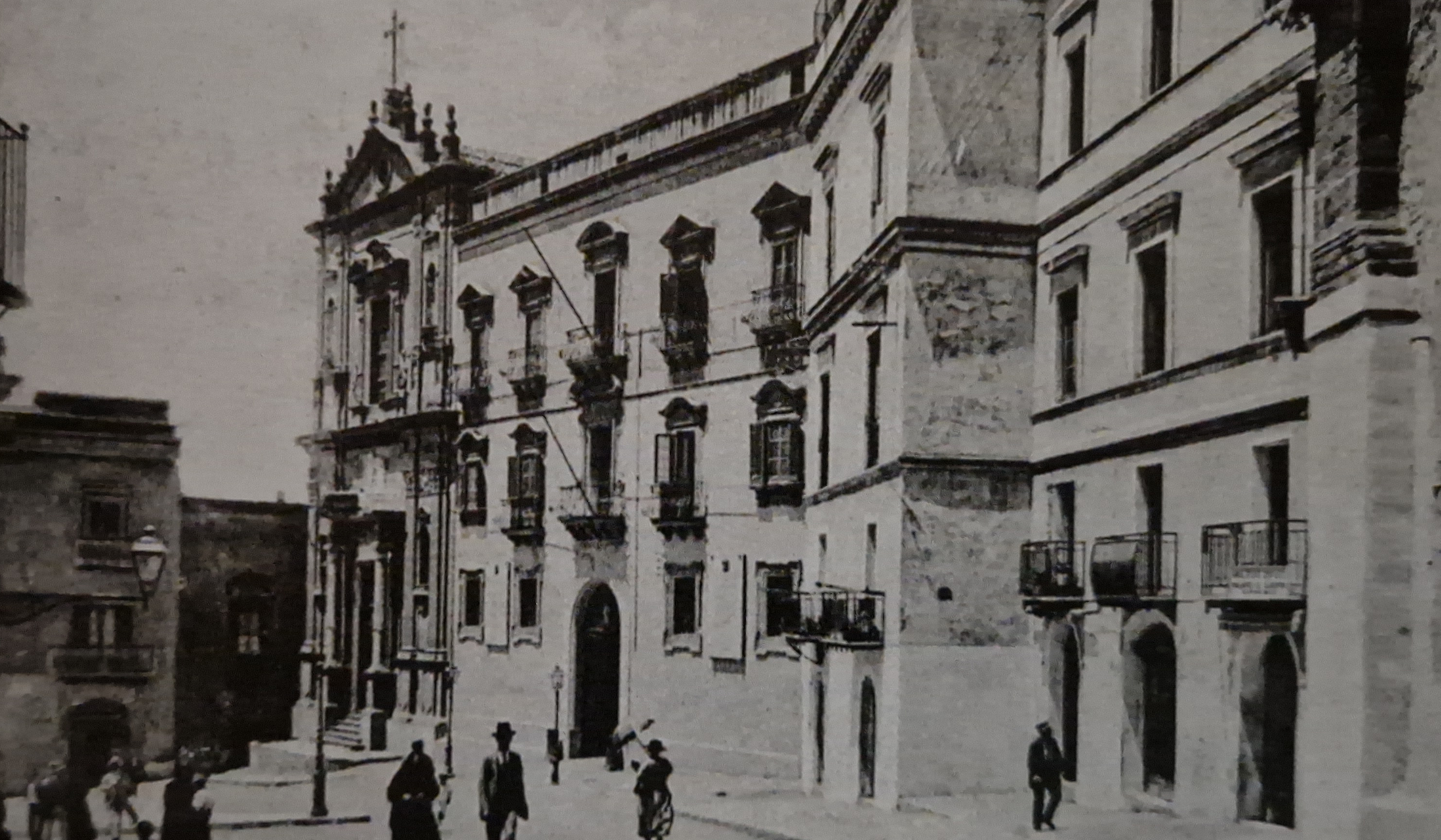
Piazza municipio, 1926

In piazza Luigi Pirandello si erge la Chiesa di San Domenico. Non si hanno notizie precise sull’anno di costruzione e sui progettisti; molti studiosi, esaminando la struttura architettonica, sono concordi nel fissare la data della fondazione verso la seconda metà del XVII secolo. Nella facciata, a cui è attaccata una imponente torre campanaria, vi è un portale settecentesco affiancato da due grandi colonne con capitelli in stile corinzio poggianti su piedistalli e sormontate da un frontone aperto nella cui parte centrale si vede un medaglione ellittico con il rilievo della Madonna del Rosario. Nella parte superiore vi è una grande finestra a forma rettangolare. Inoltre nella facciata ci sono quattro nicchie vuote, della stessa ampiezza, un frontone triangolare, una croce con alcune decorazioni e un occhio di bue nel mezzo. L'interno, a navata unica, è abbastanza ampio e con linee architettoniche semplici ma che si combinano armoniosamente con la maestosità delle forme. Ai lati della navata ci sono otto cappelle, quattro per ogni lato, in cui si trovano delle tele settecentesche. Inoltre si possono ammirare due massicce cantorie seicentesche, decorate con fregi e ornamenti vari, in stile barocco.

### Ex convento dei Domenicani
Attaccato alla Chiesa, si trova il seicentesco ex Convento dei Domenicani, adibito a Palazzo Comunale sin dal 1867. L'edificio, a forma rettangolare, è stato costruito verso la metà del XVII secolo. Il suo ampio prospetto è formato da un grande portale d'ingresso a tutto sesto, lavorato in metallo, da un primo piano di finestre rettangolari e da due ordini di balconi, tutti di raffinato e sobrio stile barocco.